# San Giorgio a Liri
San Giorgio a Liri es una localidad y comune italiana de la provincia de Frosinone, región de Lacio, con 3150 habitantes.

## Evolución demográfica
| Gráfica de evolución demográfica de San Giorgio a Liri entre 1861 y 2001 |
|                                                                          |
| Fuente ISTAT - elaboración gráfica de Wikipedia                          |